# Alv Erlingsson
Alv Erlingsson ( Alv Erlingsson den yngre, fallecido en 1290) fue un corsario, pirata y noble noruego, conde de Sarpsborg y gobernador de Borgarsyssel .
Alv Erlingsson nació en Tanberg en Norderhov, Buskerud, provincia de Noruega. Alv Erlingsson era hijo de Erling Alvsson de Tanberg (1230-1283) y nieto de Alv Erlingsson de Tanberg (1190 - 1240). Tanberg (Tornberg) era una antigua mansión que se consideraba una de las granjas más antiguas de Norderhov . Su abuela era Ingeborg Baardsdatter de Rein, hermana del duque Skule Bårdsson. Alv Erlingsson también era primo segundo del rey Magnus VI de Noruega .
Con la muerte de su padre en 1283, Alv Erlingsson heredó Sarpsborg y se desempeñó como gobernador de Borgarsyssel, que hoy constituye el condado de Østfold. Alv Erlingsson tuvo un papel central en el gobierno nacional noruego tras la muerte del rey Magnus VI en 1280. El heredero del rey Magnus, Eirik II Magnusson, era menor de edad y no podía tomar el control del gobierno en sus propias manos. Se estableció una junta de tutela que gobernaría el reino en nombre del rey hasta que fuera mayor de edad. Alv no estaba incluido en el gobierno de tutela formal, pero tenía mucho poder como gobernador de Borgarsyssel.
Se dice que era el favorito de Ingeborg de Dinamarca, reina de Noruega, pero cometió innumerables actos de piratería a lo largo de su vida, incluido un ataque contra su hijo, el duque Håkon, más tarde Haakon V de Noruega . La primera construcción de la Fortaleza de Akershus se inició a fines de la década de 1290 por el rey Haakon V en respuesta al ataque anterior a Oslo por parte de Alv Erlingsson.
Sus acciones incluyeron apoderarse y robar barcos daneses y alemanes. Alv Erlingsson finalmente fue exiliado por sus actos. En la primavera de 1290, Alv fue capturado en la costa de Scania por las fuerzas danesas. Por orden del rey de Dinamarca, Alv fue condenado a muerte y ejecutado en las afueras de Helsingborg .

## En la literatura moderna
Alv Erlingsson juega un papel importante en las primeras partes de la serie The Master of Hestviken de Sigrid Undset, basada en la meticulosa investigación del escritor en fuentes históricas. El protagonista de la tetralogía, Olav Audunsson, como un joven violento proscrito y obligado a exiliarse, se pone al servicio de Alv Erlingsson, a quien conoció en Dinamarca, y regresa con él a Noruega en el momento de la prominencia de Erlingsson en los asuntos del Reino. Se representa a Audunsson hablando de él con una admiración ilimitada:
"(. . . ) Yo era un hombre feliz el día que me reuní con Earl Alf - cuando le hice el juramento en la empuñadura, casi pensé que había llegado a casa. (. . . ) Lo seguiríamos, si nos ordenara navegar a través del lago humeante del infierno, a todos los hombres a los que mira cuando se ríe. Estos ojos amarillos suyos brillan como gemas. Es pequeño y bajo -soy una cabeza más alto, lo sé- y ancho como la puerta de una casa, desgreñado y de pelo castaño y rizado; ay, la raza Tornberg viene de la hija de un rey y un oso, dicen. Y Earl Alf tiene la fuerza de diez hombres y el ingenio de doce. Y no hay muchos hombres, creo yo, que no estén contentos y agradecidos de obedecerle -ni tampoco muchas mujeres-".
En partes posteriores, Olav Audunsson se mantiene fiel al conde también después de su caída, y lo sigue lealmente al exilio en Suecia, con gran detrimento de los asuntos personales de Audunsson, hasta que el mismo Alv Erlingsson lo libera de su juramento, para regresar a Noruega y recuperar su mansión ancestral de Hestviken y su sufrida novia.

También muchos años después, el protagonista atesora la memoria del conde:
(. . . ) Debe saber, señor, que fui el vasallo de Alf Erlingsson en mi juventud, y juré por Dios y por mi santo patrón, cuando supe que el conde había muerto en el destierro, que nunca juraría ninguna otra lealtad en la empuñadura de mi espada, y mucho menos al hombre que lo convirtió en un forajido" [es decir, Rey Haakon V ].